# AFCサドベリー
アマルガメーション・フットボールクラブ・サドベリー（Amalgamated Football Club Sudbury）はイングランド、サフォーク州、バーバーグ内、サドベリーを本拠地とするサッカークラブチームである。2007-2008シーズンはイスミアンリーグ・ディヴィジョン1・ノース（8部相当）に所属。

## 歴史
1999年6月に、サドベリーを本拠地とするサドベリー・タウンFC(1885年創設)とサドベリー・ワンダラーズFC(1958年創設)の2つのクラブチームが合併したことにより、現在のAFCサドベリーが誕生した。

## タイトル

### 国内タイトル
- イースタン・カウンティーズリーグ・プレミアディヴィジョン:5回

2000-2001,2001-2002,2002-2003,2003-2004,2004-2005
- イースタン・カウンティーズリーグカップ:1回

2005-2006
- サフォーク・プレミアカップ:3回

2001-2002,2002-2003,2003-2004

### 国際タイトル
- なし